# 후각신경

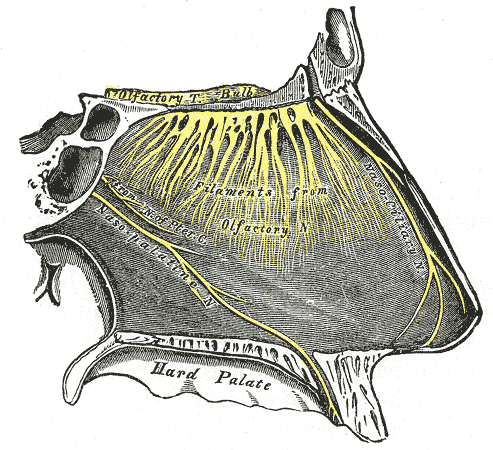
후각신경

후각신경(嗅覺神經, olfactory nerve) 또는 제1뇌신경 또는 뇌신경 I 또는 CN I은 12개 뇌신경 가운데 첫 번째이다. 간단히 후신경(嗅神經)이라고도 한다. 운동 기능이 없으며, 냄새를 맡는데 관여하는 후각 기관이다. 배의 코기원판(nasal placode, olfactory placode, 후각기원판)에서 형성되는 이 후각신경은 재생이 가능하다. 후각신경은 후각수용기인 후각상피세포의 축삭이다. 그 후 후각망울, 후각로, 후각삼각을 지나 가쪽후각섬유줄과 안쪽후각섬유줄을 형성하며 일차후각겉질(prmiary olfactory cortex)에 투사된다.

## 같이 보기
- 후각 기관